# Ismael Smith
Ismael Smith Marí (Barcelona, 1886-White Plains, Nueva York, 1972) fue un escultor, grabador y dibujante hispano-estadounidense que estudió en la Escuela de la Llotja y la Academia Baixas. Eugenio d'Ors, desde su Glosari, lo nombró escultor novecentista, a pesar de que su estilo se caracterizó por su cariz decadentista. Es el autor de una escultura funeraria para la familia Camps i Nonell de 1908 que está en el cementerio de Lloret de Mar.

## Biografía
En 1910 fue becado a París por el Ayuntamiento de Barcelona, donde estudió en la École Nationale des Arts Décoratifs hasta 1914, cuando estalló la Primera Guerra Mundial. Como escultor, realizó numerosos retratos de varias personalidades catalanas, como Enric Prat de la Riba o Francesc Cambó, entre otros. Fue miembro fundador de la asociación Les Arts i els Artistes, y colaboró con revistas de la época como La Ilustració Catalana, ¡Cu-cut!, Mercurio, Or i Grana, Art Jove y Picarol. Realizó diseños de modas y numerosos exlibris. Las matrices de sus grabados se conservan entre la Unidad Gráfica de la Biblioteca de Cataluña y la Calcografía Nacional de Madrid. Asimismo, muchos de sus grabados se encuentran en el Museo Británico de Londres.
Viajó por Inglaterra y los Estados Unidos hasta que en 1918 se estableció definitivamente en Nueva York.
Durante los años 50, se dedicó a estudios seudocientíficos para buscar una cura contra el cáncer. El 1960 fue ingresado en un sanatorio acusado de escándalo público por pasearse desnudo por su finca. 12 años después, moriría en el mismo hospital.

El futuro Museo de Arte de Cerdanyola del Vallés recibió una donación de 250 dibujos de Ismael Smith.

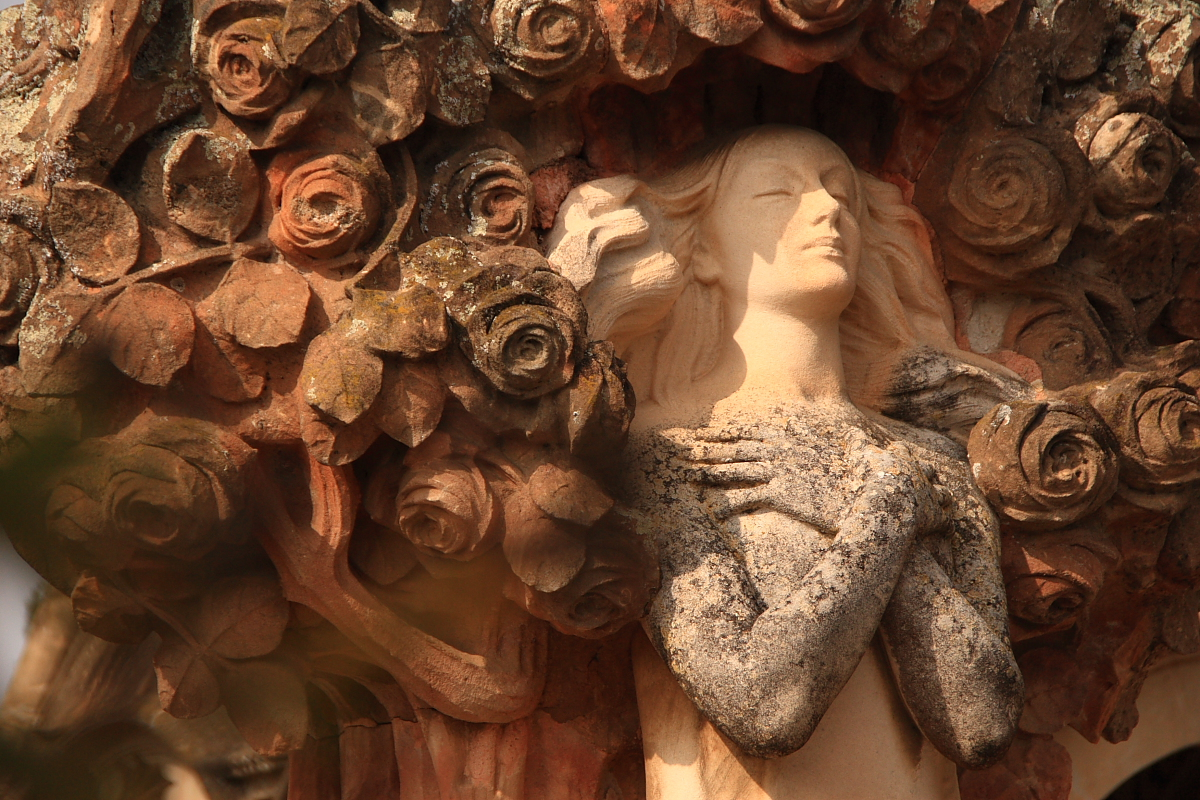
Escultura de inspiración modernista en el cementerio de Lloret de Mar obra de Smith (1908).